# جيري تورنر (سياسي)
جيري تورنر (بالإنجليزية: Jerry Turner)‏ هو سياسي أمريكي، ولد في 16 نوفمبر 1941 في توبيلو في الولايات المتحدة. حزبياً، نشط في الحزب الجمهوري. وقد انتخب عضو مجلس نواب مسيسيبي.